# Stephen Elliott, Jr.

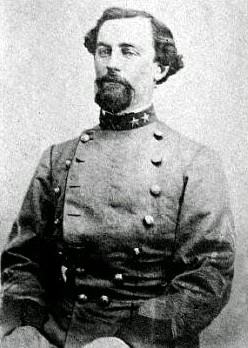
Stephen Elliott, Jr.

Stephen Elliott, Jr. (* 26. Oktober 1830 oder 1832 in Beaufort, South Carolina; † 21. Februar oder 21. März 1866 in Aiken, South Carolina) war ein Brigadegeneral der Konföderierten im Sezessionskrieg.

## Leben
Elliott stammte aus einer bekannten Familie des Öffentlichen Lebens. Sein Großvater war der Botaniker Stephen Elliott, sein Vater Stephen Elliott war Bischof der Episkopalkirche der Vereinigten Staaten von Amerika, ebenso wie sein jüngerer Bruder Robert W. B. Elliott. Elliotts Großonkel William Elliott war ein Patriot des Unabhängigkeitskrieges, während dessen Sohn der Schriftsteller William Elliott war.
Zu Beginn des Sezessionskrieges trat er in die Confederate States Army ein und rüstete eine Batterie leichter Artillerie aus, die sogenannte Beaufort Artillery. Im August 1862 kommandierte er drei Batterien im Castle Pinckney, einer Küstenbefestigung zum Schutz des Hafens von Charleston (South Carolina), und wurde dabei für seine Tapferkeit befördert. Kurz darauf wurde er zum Kommandanten von Fort Sumter in der Bucht von Charleston ernannt, wo er dem langen Bombardement durch Generalmajor Quincy Adams Gilmore ausgesetzt war. Bei der Belagerung von Petersburg wurde er im Juli 1864 bei der Explosion einer Mine verwundet und blieb bis zum Kriegsende dienstuntauglich. Zuletzt wurde er am 24. Mai 1864 zum Brigadegeneral befördert.
Nach dem Krieg leistete er den Eid auf die Verfassung der Vereinigten Staaten und kandidierte als Vertreter der Republikanischen Partei für das US-Repräsentantenhaus, unterlag jedoch dem früheren Gouverneur von South Carolina, William Aiken. Wenig später starb er an den Folgen seiner Kriegsverletzung.